# Bad English
Bad English – amerykański zespół rockowy, założony jako supergrupa w 1987 roku, rozwiązany cztery lata później.

## Historia
Po rozpadzie Journey w 1987 roku gitarzysta zespołu Neal Schon i klawiszowiec Jonathan Cain połączyli siły z byłymi członkami The Babys – wokalistą Johnem Waite'em i basistą Rickym Phillipsem, powołując Bad English. Skład uzupełnił perkusista Deen Castronovo. Nazwa zespołu nie odnosiła się do języka angielskiego, a do sposobu rotacji w bilardzie, nazywanego „english”. Zespół podpisał kontrakt z Epic Records na wydanie płyty. Pierwszy album zespołu, Bad English, ukazał się w 1989 roku i uzyskał status platynowej płyty. Pochodząca z niego piosenka „When I See You Smile” zajęła natomiast pierwsze miejsce na liście Hot 100. Drugi album grupy, Backlash, ukazał się w 1991 roku. Odniósł jednak umiarkowany sukces komercyjny i wkrótce później zespół rozpadł się.

## Skład zespołu
- John Waite – wokal
- Neal Schon – gitara prowadząca, wokal wspierający
- Jonathan Cain – instrumenty klawiszowe, gitara rytmiczna, wokal wspierający
- Ricky Phillips – gitara basowa, wokal wspierający
- Deen Castronovo – perkusja, wokal wspierający

## Dyskografia
- Bad English (1989)
- Backlash (1991)
- Greatest Hits (kompilacja, 1995)